# Museum an der Kreuzkirche

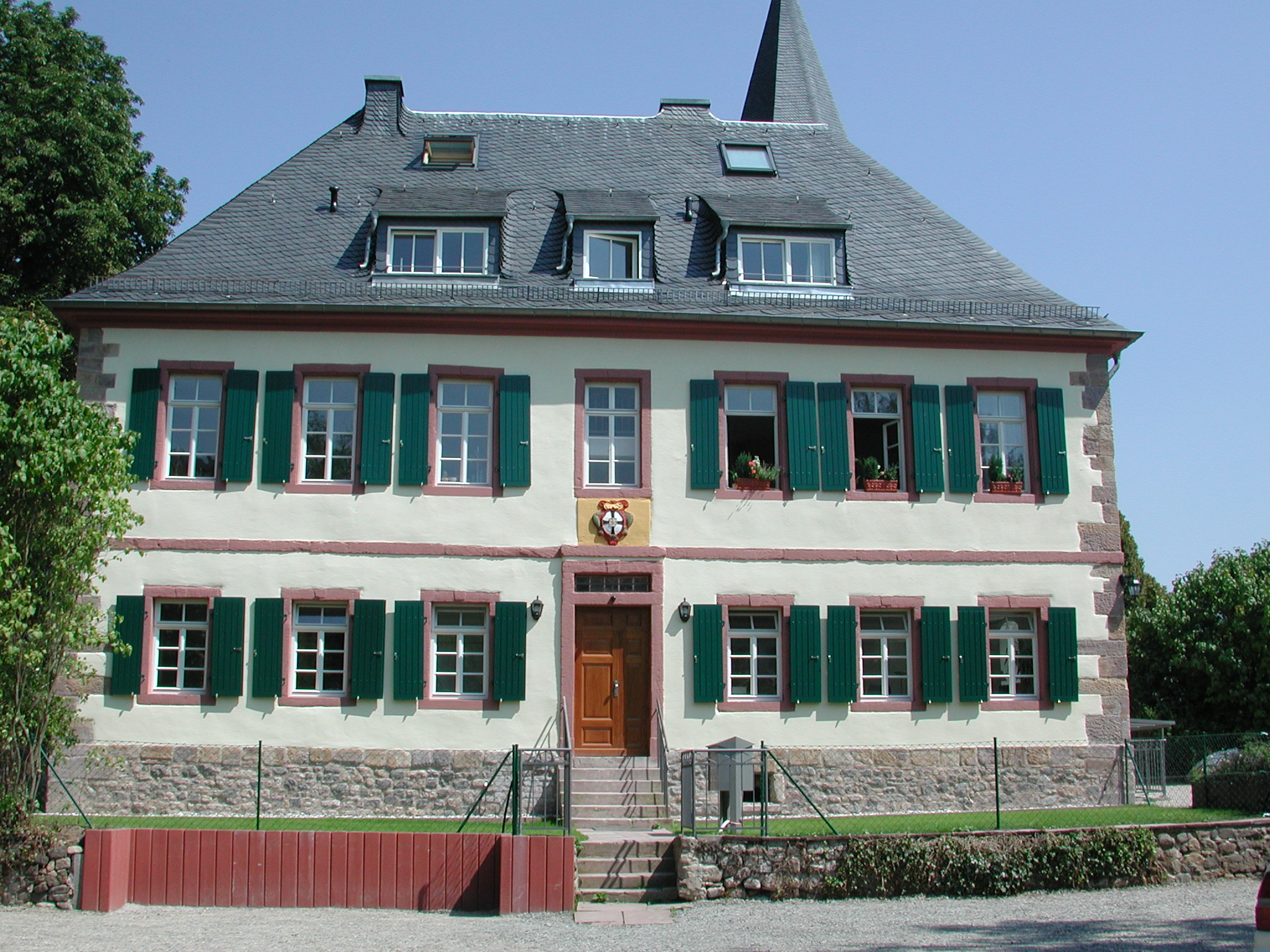
Museum an der Kreuzkirche

Das Museum an der Kreuzkirche ist ein 2015 durch den Preungesheimer Kultur- und Geschichtsverein mit Unterstützung der Kreuzgemeinde eröffnetes Stadtteilmuseum in Frankfurt-Preungesheim. Als Ausstellungsort steht der zu diesem Zweck umgebaute große Erdgeschossraum im 1742 errichteten ehemaligen Pfarrhaus im Zentrum Preungesheims direkt neben der Kreuzkirche in der Weinstraße 27 zur Verfügung.

## Geschichte

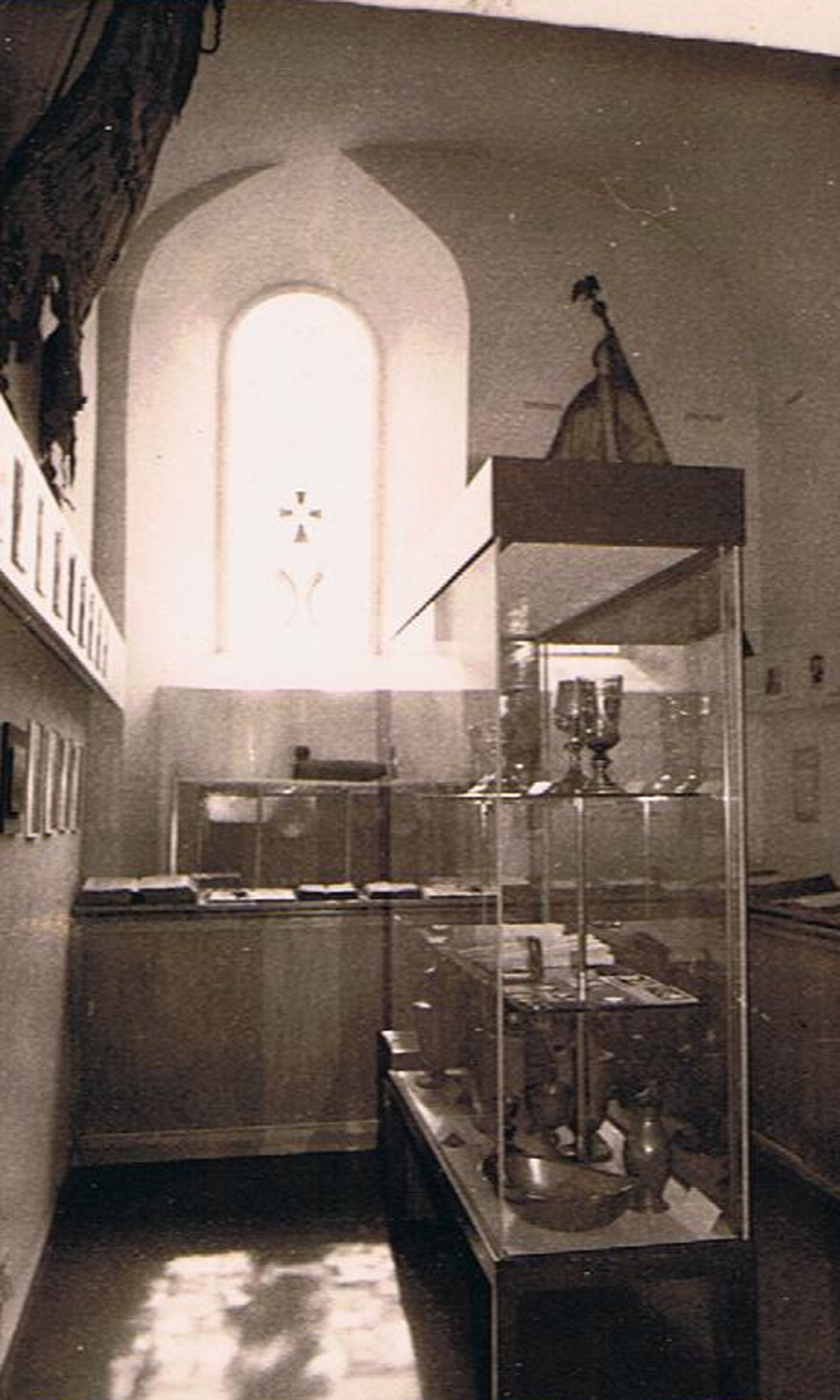
Ausstellung im Turmarchiv, 1976

Nach einer Sonderausstellung zur Geschichte Preungesheims 1972 anlässlich der 1200-Jahr-Feier Preungesheims im Gemeindehaus wurde Mitte der 1970er-Jahre eine kleine Ausstellung im Untergeschoss des Kirchturms eingerichtet, die mit den Sanierungen in der Kreuzkirche in den 1990er-Jahren wieder entfernt und magaziniert wurden. Dieser Sammlungsbestand bildet seit der Eröffnung 2015 den Grundstock des Stadtteilmuseums. Die Sammlungen wurden in den letzten Jahren systematisch ergänzt und erweitert.

## Ausstellung

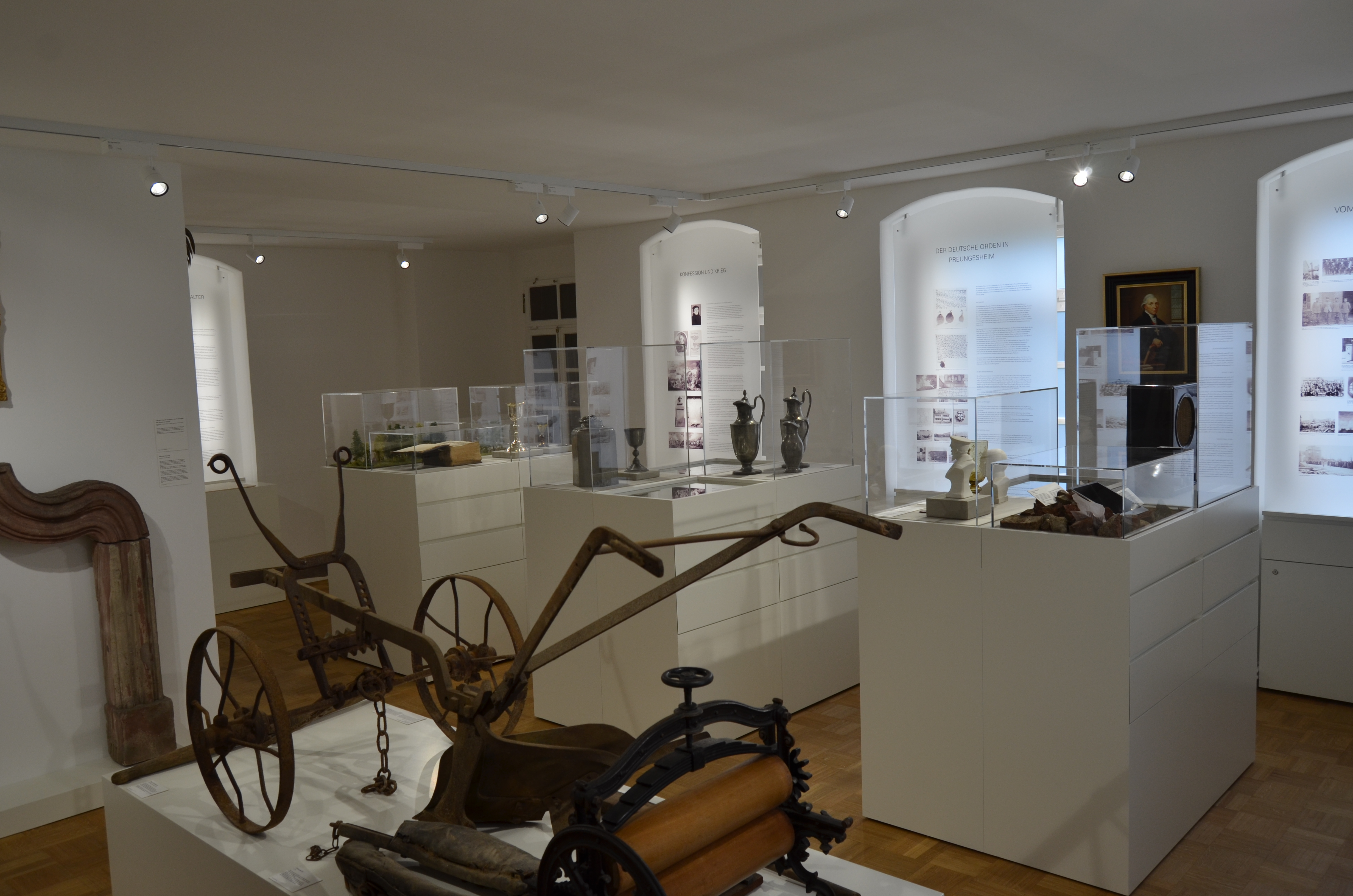
Blick in den Ausstellungsraum

Die Überblicksausstellung präsentiert die Geschichte Preungesheims vom Mittelalter bis zum Ende des Zweiten Weltkrieges. Die Ausstellung gliedert sich in 5 Hauptthemen.

### Preungesheim im Mittelalter

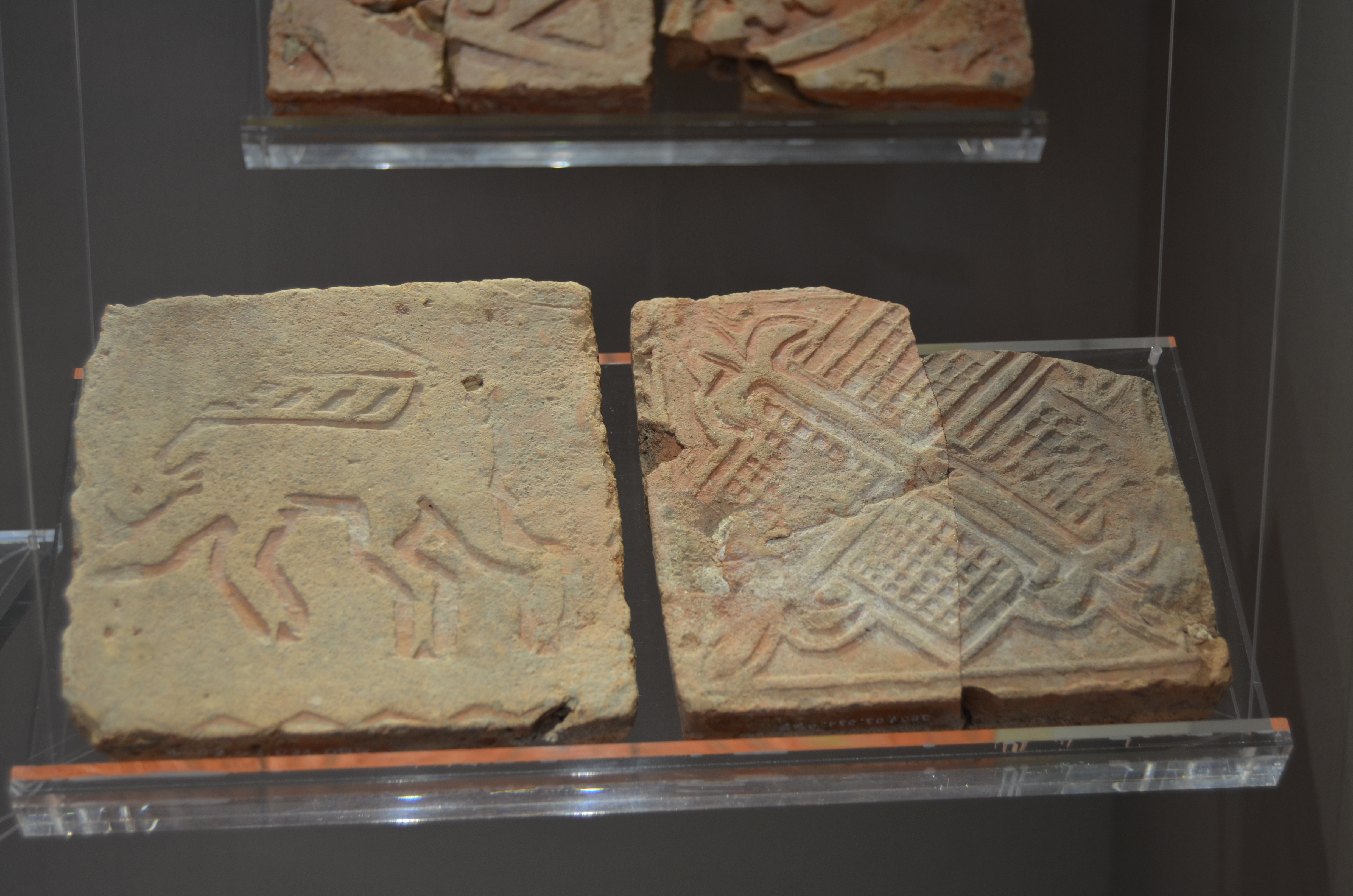
Teile eines mittelalterlichen Fliesenbodens aus der Preungesheimer Kreuzkirche

Dargestellt wird die Geschichte Preungesheims im Mittelalter: Preungesheim war bereits im Mittelalter eine bedeutende Siedlung; mit dem Frankfurter Dom lässt sich in der Preungesheimer Kirche einer der ältesten Sakralbauten der Region nachweisen. Die älteste bekannte Bauphase lag bereits in merowingischer Zeit. Die erste urkundliche Erwähnung Preungesheims stammt von 772. Mit der Darstellung der Grabungsbefunde aus den Jahren 1998 bis 2002 sowie der mittelalterlichen Baubefunde und der Ausstellung einiger Funde werden die Ergebnisse der archäologischen Untersuchungen vorgestellt und erläutert. Weitere Themen sind die Ritter von Preungesheim, die Grafen von Hanau, der Deutsche Orden und die mittelalterlichen Wandmalereien in der Preungesheimer Kirche.

### Konfession und Krieg

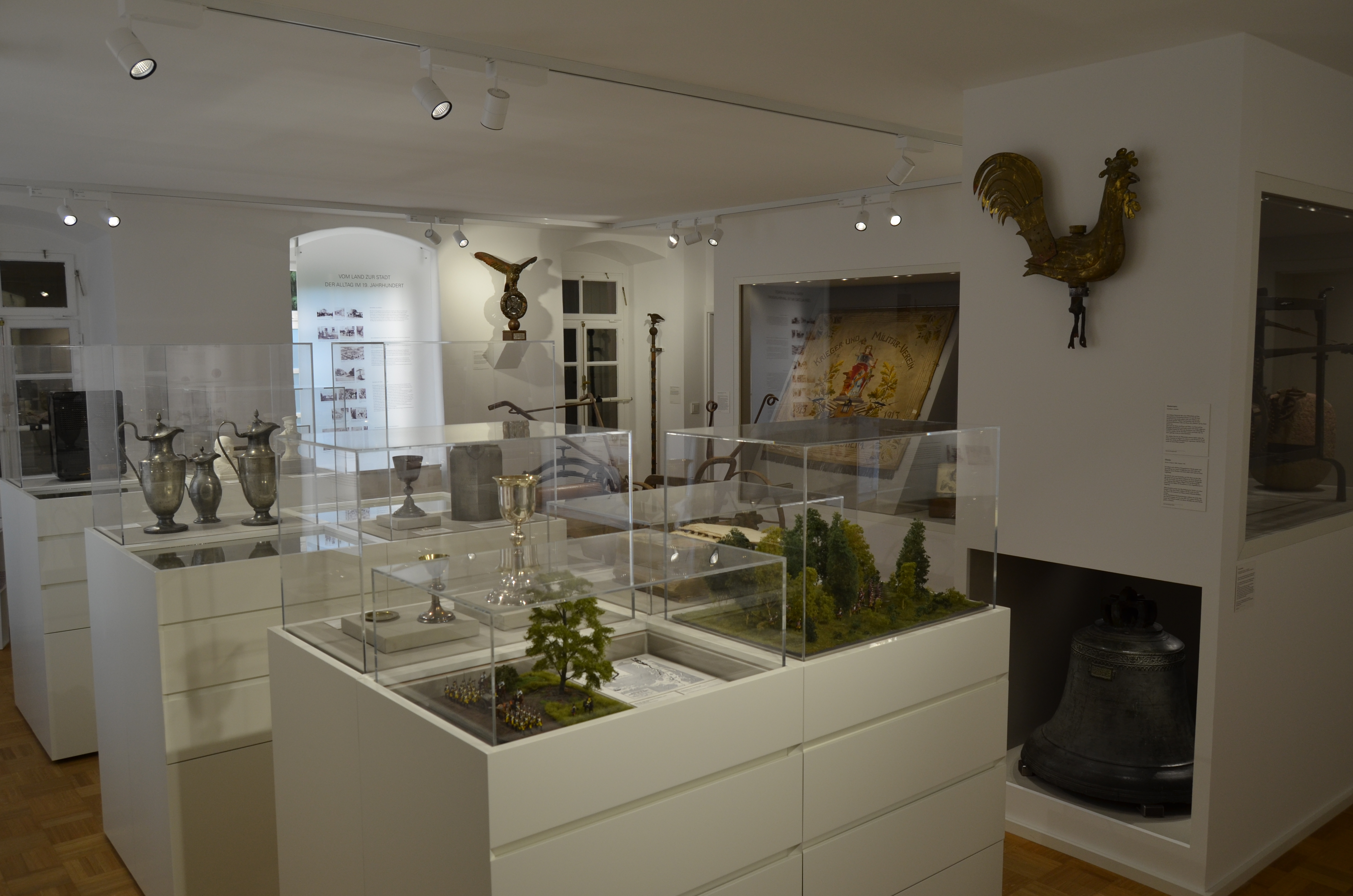
Diorama zum Amerikanischen Unabhängigkeitskrieg, hist. Glocke

Die wechselnden Herrschaftsverhältnisse in Preungesheim haben über Jahrhunderte immer wieder zu konfessionellen Auseinandersetzungen innerhalb des Ortes (z. B. im Zuge der verschiedenen Reformationen) geführt. An den Ort herangetragene Konflikte wie Dreißigjähriger Krieg und diverse kriegerische Auseinandersetzungen im 17. bis 18. Jahrhundert haben die Bewohner direkt betroffen. Ende des 18. Jahrhunderts mussten zahlreiche Preungesheimer im Amerikanischen Unabhängigkeitskrieg (1775–1783) mitkämpfen. Die dahinter stehenden Einzelschicksale vieler Preungesheimer lassen sich durch eine umfangreiche Quellenüberlieferung in Preungesheim gut nachvollziehen. Behandelt werden auch die Phasen der Reformation in Preungesheim und das Verhältnis der Konfessionen untereinander. Ein eigenes Thema bildet die Hanauer Union von 1818.
Auf das Leben und Werk des Dichters und Theologen Johannes Carl, der von 1861 bis zu seinem Tod am 25. Januar 1887 Pfarrer in Preungesheim war, geht die Ausstellung mit einigen persönlichen Objekten aus dem Nachlass Carls ein.

### Der Deutsche Orden in Preungesheim
Die Rolle des Deutschen Ordens in Preungesheim wird ausführlich dargestellt, da er vom 13. Jahrhundert bis 1809 die prägende Kraft in Preungesheims war.
Er hinterließ ortsbildprägende Gebäude wie die barock umgebaute Kirche oder das alte Pfarrhaus aus dem 18. Jahrhundert. Ausgestellt werden Relikte aus dieser Zeit, die die kulturellen Leistungen, die der Orden in den Ort gebracht hat, verdeutlichen. Beispielhaft werden Reste der hist. Bibliothek, liturgische Geräte des 18. Jahrhunderts oder Beispiele der Wohnkultur gezeigt.

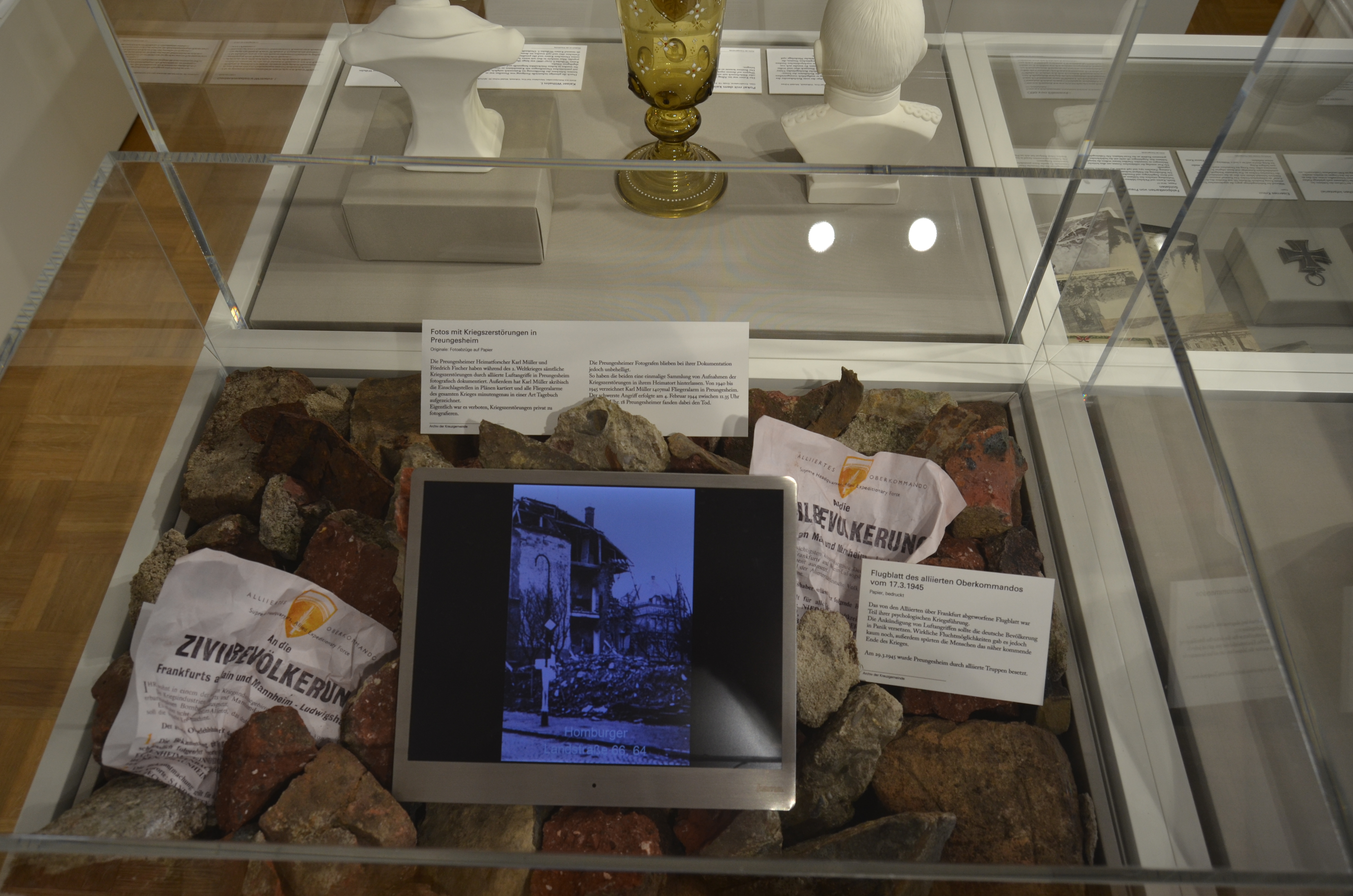
Hist. Fotografien der Kriegszerstörungen in Preungesheim

### Von der Reichsgründung 1871 bis zum 2. Weltkrieg
Dargestellt wird die Entwicklung in Preungesheim von der Reichsgründung 1871 bis zum Ende des Zweiten Weltkrieges. Die Einrichtung eines Lazarettes im Ersten Weltkrieg und hunderte Feldpostkarten verdeutlichen die patriotische Stimmung in der Bevölkerung im späten Kaiserreich. Das Dritte Reich wird am Beispiel der nationalsozialistischen Propaganda dargestellt. Zahlreiche historische Fotos und Dokumente zeigen die Zerstörungen im Zweiten Weltkrieg.

### Vom Land zur Stadt – der Alltag im 19. Jahrhundert
Behandelt wird die Entwicklung des Ortes von einem von der Landwirtschaft bestimmten Dorf zu einem Stadtteil Frankfurts. Neben den Veränderungen im Wirtschaftsleben oder den Verkehrswegen hatte dies vor allem soziale Folgen. Dazu werden zahlreiche Objekte der Alltagskultur vorgestellt. Der Bau der Strafanstalt (1882–87) bedeutete nicht nur einen Wandel im Ortsbild, sondern, es kamen aber auch neue Bewohner nach Preungesheim: Beamte, Lehrer und Ärzte. Neben historischen Fotos und Dokumenten zur Strafanstalt wird ein originales Zellenschloss und andere Objekte aus der Strafanstalt gezeigt. Ausführlich wird das Vereinsleben im 19. Jahrhundert mit zahlreichen Objekten dargestellt. Hier verfügt das Museum u. a. über wertvollen Bestand historischer Fahnen, die aus der Zeit seit den 1830er-Jahren stammen.